# Клочко, Александр Данилович
Александр Данилович Клочко (23 июня 1907 — 8 июля 1972) — советский военачальник, генерал-майор, участник Советско-финской и Великой Отечественной войн.

## Биография
Александр Данилович Клочко родился 23 июня 1907 года на Брянцевском руднике Бахмутского уезда Екатеринославской губернии. В октябре 1928 года добровольцем поступил на службу в Рабоче-Крестьянскую Красную Армию. В 1932 году окончил Севастопольскую школу зенитной артиллерии, после чего служил в ней же сначала командиром взвода, затем помощником командира батареи. В ноябре 1934 года поступил на учёбу в Военную артиллерийскую академию имени Ф. Э. Дзержинского. После её окончания в 1939 году был адъюнктом на кафедре тактики. Участвовал в советско-финской войне, будучи помощником начальника штаба артиллерии 50-го стрелкового корпуса, помощником начальника отдела боевой подготовки зенитной артиллерии Управления командующего артиллерией Северо-Западного фронта.
Вскоре после начала Великой Отечественной войны Клочко был назначен помощником начальника отдела боевого применения и войсковых испытаний Управления начальника артиллерии Красной Армии. Участвовал в битве за Москву. 20 января 1942 года назначен помощником начальника 3-го отдела Управления боевой подготовки Главного начальника артиллерии Красной Армии. В сентябре 1942 года стал командиром 582-го армейского полка ПВО. Участвовал в Великолукской, Ржевско-Вяземской операциях. В июле 1943 года окончил курсы высшего и старшего командного состава войсковой зенитной артиллерии Красной Армии, и в августе получил назначение на должность начальника штаба 36-й зенитно-артиллерийской дивизии. С апреля 1944 года был заместителем по ПВО командующего артиллерией 10-й гвардейской армии. Участвовал в освобождении Псковщины и Прибалтики, разгроме Курляндской группировки вермахта. 16 апреля 1945 года был назначен командиром 6-й зенитно-артиллерийской дивизии Резерва Главного Командования.
После окончания войны продолжал службу в Советской Армии. С октября 1946 года — на преподавательской работе. Был преподавателем, старшим преподавателем на кафедре тактики Военной артиллерийской академии имени Ф. Э. Дзержинского. В 1949—1955 годах возглавлял Томское зенитно-артиллерийское училище. В 1956—1960 годах находился в заграничной командировке в Китайской Народной Республике. В 1961 году окончил Высшие академические курсы при Военной артиллерийской командной академии, после чего командовал войсками противовоздушной обороны Сибирского военного округа. 
В январе 1964 года в звании генерал-майора артиллерии был уволен в запас. Проживал в Ленинграде. Умер 8 июля 1972 года.

## Награды
- Орден Ленина (5 ноября 1954 года);
- 2 ордена Красного Знамени (31 мая 1945 года, 20 июня 1949 года);
- Орден Александра Невского (28 февраля 1944 года);
- Орден Красной Звезды (3 ноября 1944 года);
- Медаль «За оборону Москвы» и другие медали.